# Falken (bedrijf)

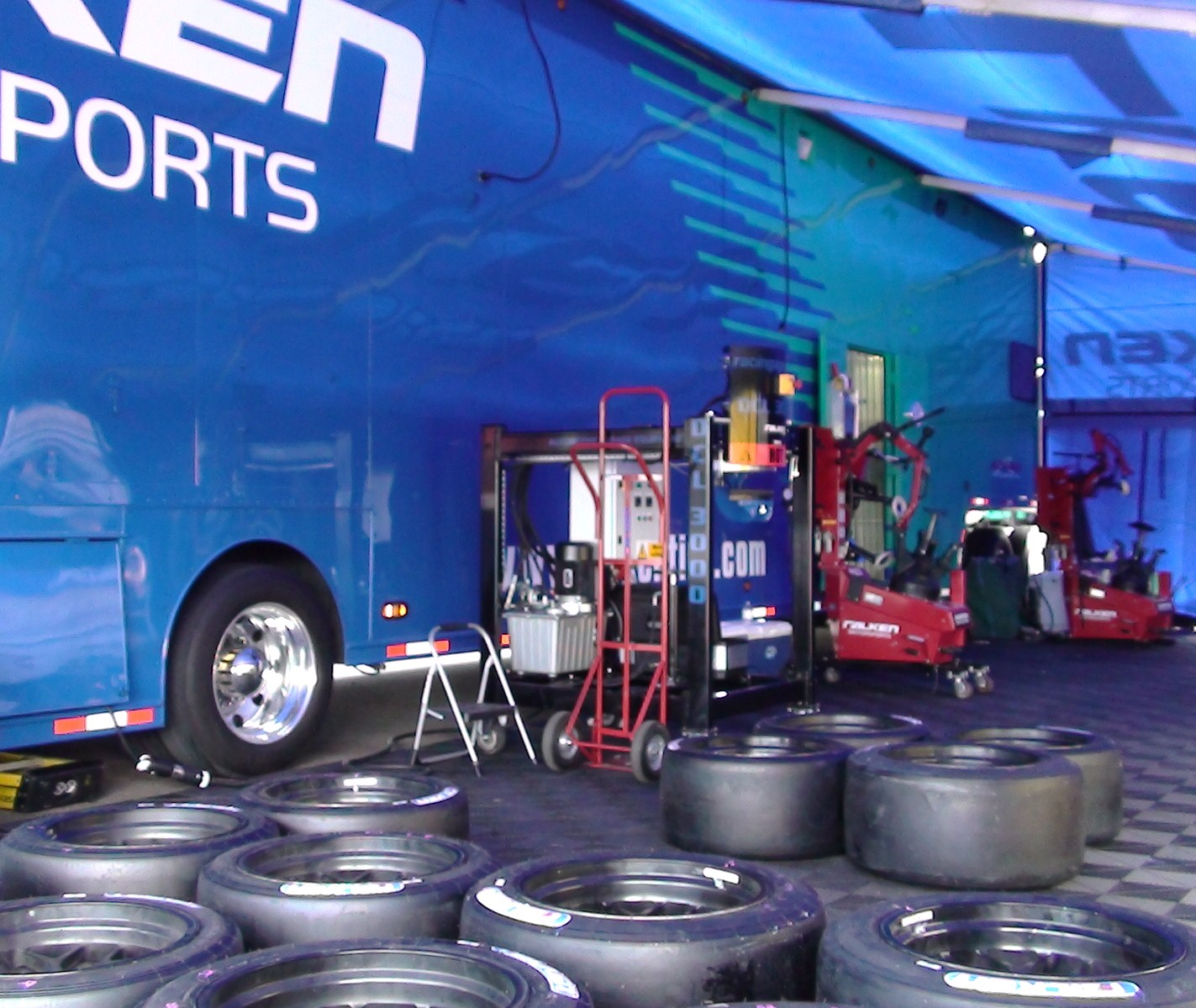
Stand van Falken

Falken is een van oorsprong Japans autobandenmerk, dat vooral bekendstaat om de productie van high-performance autobanden. Het snelgroeiende merk kent een zeer breed matenpakket, zowel zomer- als winterbanden, voor de personenauto, 4x4, bestelwagen en vrachtwagen. Momenteel heeft Falken een leveringspakket van meer dan 400 maten, in de range van 10 tot 24 inch, wat neerkomt op ongeveer 93% van de vervangingsmarkt.

## Algemeen
Falken is oorspronkelijk opgericht als Ohtsu in Japan in 1983. Het merk heeft zich reeds vanaf het begin onderscheiden door haar uitstekende rijeigenschappen, gekoppeld aan een modern en stoer design. Sinds 1985 wordt het merk geëxporteerd vanuit Japan, onder meer naar de Verenigde Staten en Europa. Sinds 2003 is Falken onderdeel van de Sumitomo Rubber Industries (SRI), waarvan ook Dunlop Tyres deel uitmaakt. Momenteel staat SRI op de zesde plaats van werelds grootste bandenfabrikanten.
Falken heeft de beschikking over vijf productiefabrieken: vier in Japan en één in Thailand. De fabrieken in Japan staan bekend om hun moderne technologie in de automotive industrie. Falken profiteert hierdoor van de aanwezige hypermoderne technologie om kwaliteitsbanden te produceren. De fabriek in Thailand is een van de modernste volautomatische fabrieken ter wereld, met een productiecapaciteit van 110.000 banden per dag.
Falken is continu bezig met de innovatie van haar banden en maakt hierbij veelvuldig gebruik van de autosport. Vandaar de toepasselijke slogan ‘From Racetrack to Road’. De focus ligt hierbij op de productie van Ultra High Performance (UHP) banden. De twee bekendste resultaten hiervan zijn de stille en comfortabele ZE912 en de sportieve FK452. De ZE912 is zelfs verkozen tot nummer één door de Amerikaanse consumentenbond, waarbij Falken 23 andere bekende bandenmerken achter zich liet, waaronder Michelin, Continental en Pirelli.
De Nieuwe Band, een initiatief van het Ministerie van Verkeer en Waterstaat, VROM en Agentschap NL, verkoos de ZE912 als een van de stilste autobanden, met een perfecte grip in natte weersomstandigheden.
Een van de recentste ontwikkelingen van Falken, betreft het zogenaamde ‘‘Special Eyes’-systeem. Dit systeem houdt rekening met de slijtage van de banden. De bestuurder wordt gewaarschuwd wanneer de bandprofieldiepte een bepaald minimum heeft bereikt. Hierdoor ziet men gelijk wanneer de banden vernieuwd dienen te worden, waarna de bestuurder weer met een veilig gevoel de weg op kan.

## Media
Grote bekendheid geniet Falken vooral onder de liefhebbers van autosport, tuning en driften. Zo is het merk onlosmakelijk verbonden met de 24-uurs race op de Nürburgring, waarbij in de editie van 2011 de Porsche 911 GT3 R werd ingezet. Daarnaast is Falken bekend in de driftsport met haar eigen Falken Driftteam. Het Driftteam geeft regelmatig driftshows tijdens evenementen, zoals tijdens de Bavaria City Racing en de 100% Tuning Beurs in Rotterdam.